# Фейсвілл (Техас)
Фейсвілл (англ. Faysville) — переписна місцевість (CDP) в США, в окрузі Ідальго штату Техас. Населення — 439 осіб (2010).

## Географія
Фейсвілл розташований за координатами 26°24′14″ пн. ш. 98°7′46″ зх. д. / 26.40389° пн. ш. 98.12944° зх. д. (26.404000, -98.129530).  За даними Бюро перепису населення США в 2010 році переписна місцевість мала площу 2,39 км², уся площа — суходіл. В 2017 році площа становила 1,56 км², уся площа — суходіл.

## Демографія
Згідно з переписом 2010 року, у переписній місцевості мешкало 439 осіб у 116 домогосподарствах у складі 97 родин. Густота населення становила 184 особи/км².  Було 125 помешкань (52/км²).
Расовий склад населення:
| - 95,4 % — білих - 0,9 % — корінних американців - 3,2 % — осіб інших рас |

До двох чи більше рас належало 0,5 %. Частка іспаномовних становила 98,6 % від усіх жителів.
За віковим діапазоном населення розподілялося таким чином: 38,0 % — особи молодші 18 років, 54,0 % — особи у віці 18—64 років, 8,0 % — особи у віці 65 років та старші. Медіана віку мешканця становила 25,3 року. На 100 осіб жіночої статі у переписній місцевості припадало 102,3 чоловіків;  на 100 жінок у віці від 18 років та старших — 94,3 чоловіків також старших 18 років.
Середній дохід на одне домашнє господарство  становив 30 576 доларів США (медіана — 29 125), а середній дохід на одну сім'ю — 29 849 доларів (медіана — 29 063). За межею бідності перебувало 28,1 % осіб, у тому числі 28,8 % дітей у віці до 18 років та 52,4 % осіб у віці 65 років та старших.
Цивільне працевлаштоване населення становило 165 осіб. Основні галузі зайнятості: транспорт — 26,7 %, науковці, спеціалісти, менеджери — 24,8 %, роздрібна торгівля — 18,8 %, публічна адміністрація — 16,4 %.